# Onîskove, Krîve Ozero
Onîskove (în ucraineană Ониськове) este localitatea de reședință a comunei Onîskove din raionul Krîve Ozero, regiunea Mîkolaiiv, Ucraina.

## Demografie
Componența lingvistică a localității Onîskove
     Ucraineană (97,66%)
     Rusă (1,98%)
     Alte limbi (0,36%)
Conform recensământului din 2001, majoritatea populației localității Onîskove era vorbitoare de ucraineană (97,66%), existând în minoritate și vorbitori de rusă (1,98%).